# 内外海半島

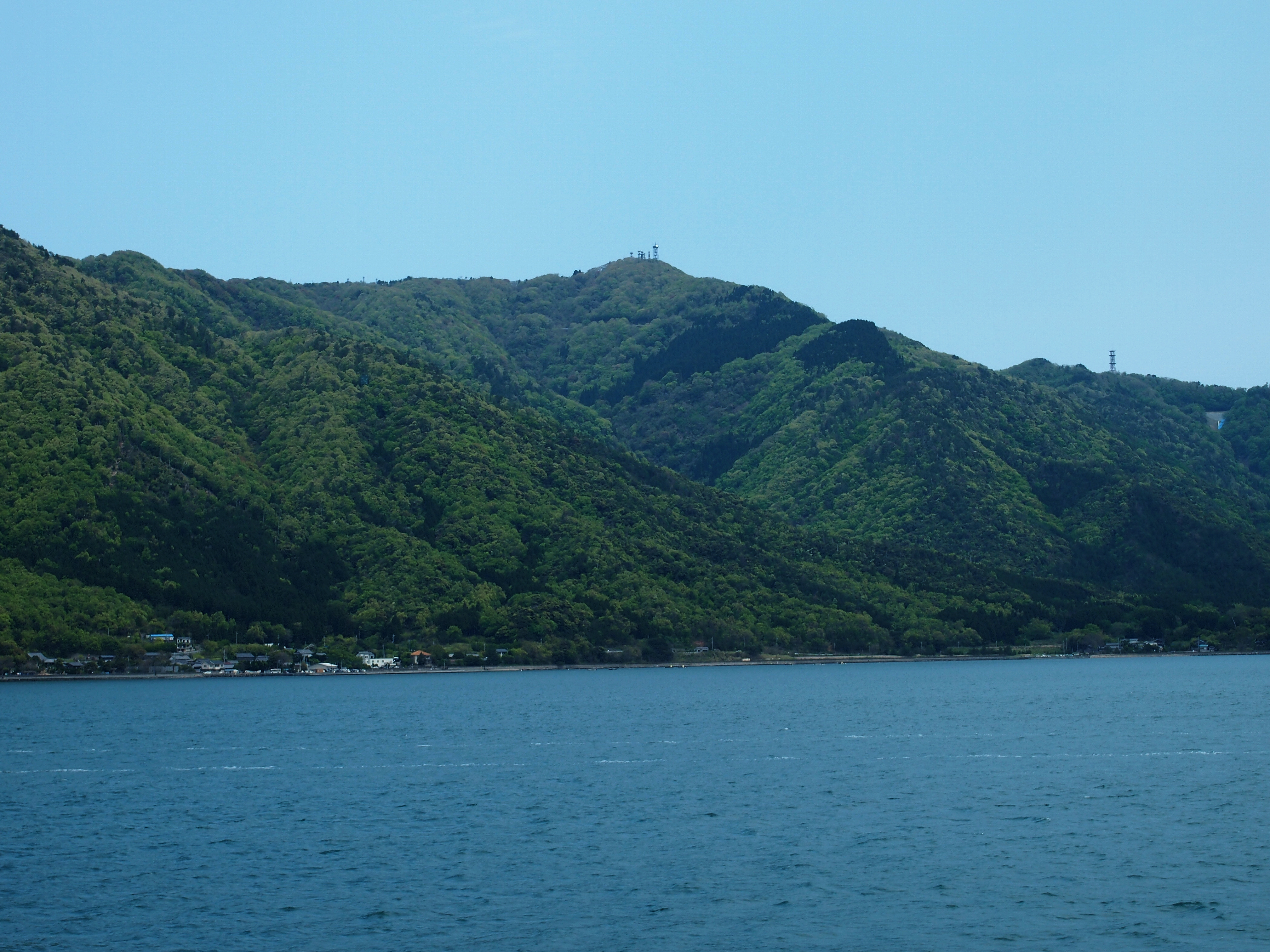
久須夜ヶ岳（蘇洞門めぐり遊覧船から望む）

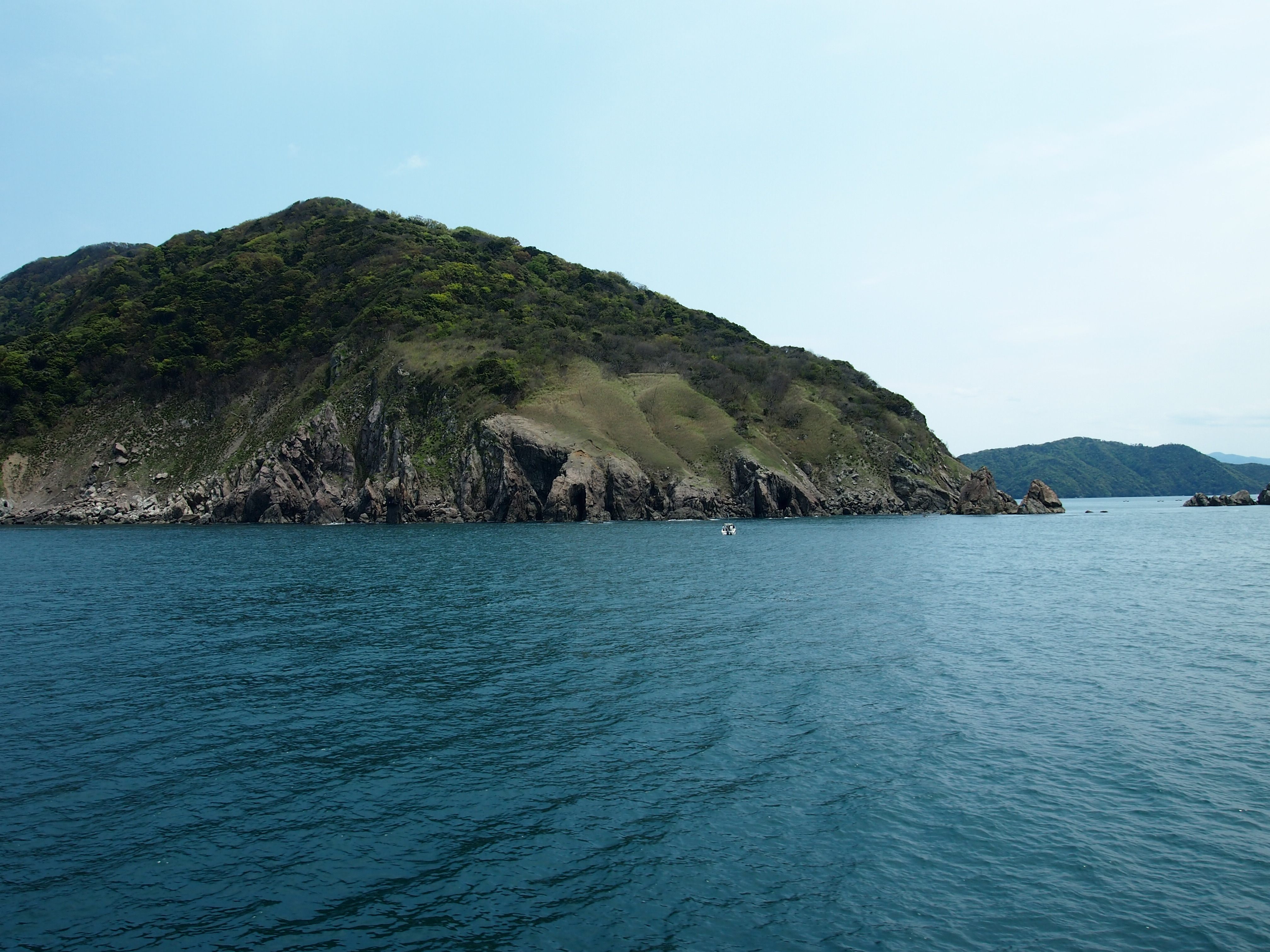
半島西端の松ヶ崎

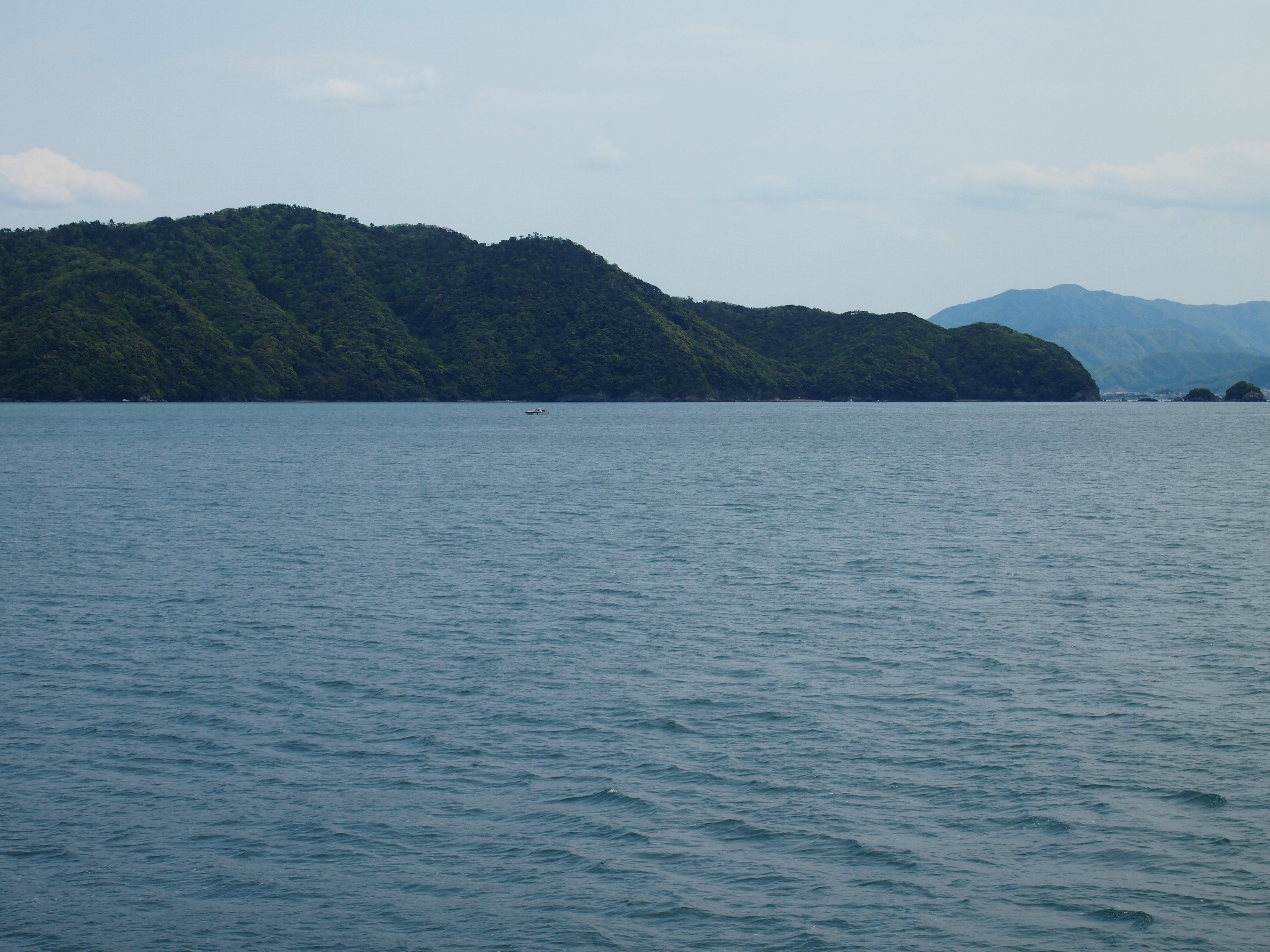
半島南端の双児崎

内外海半島（うちとみはんとう）は、福井県小浜市北東部にある半島である。小浜湾側は穏やかな内海であり、半島の東端の松ヶ崎から若狭湾に直接面する半島で若狭湾国定公園に含まれる。

## 地理
半島の北西側には北東方向に黒雲母花崗岩がみられ、半島のほとんどが「単独峰」である久須夜ヶ岳 （619m）の山稜により形成されている。
若狭湾に直接面する松ヶ崎から和田戸先まで岩礁、海食洞、節理の断崖が続き特に国の名勝に指定されている蘇洞門の大門・小門の付近に先端の長崎がある。

## 付近の観光地・施設
- 蘇洞門
- エンゼルライン（旧久須夜ヶ岳有料道路）福井県道107号泊小浜停車場線
- 福井県立大学海洋資源学部小浜キャンパス
- 福井県栽培漁業センター
- 久須夜神社
- 堅海小学校廃校跡と周辺の桜
- 長慶院（重要文化財木造観音菩薩坐像）
- 宇久湾
- 西小川海水浴場

## 交通
- 国道162号
- 福井県道107号泊小浜停車場線

半島を一周する道路はない。